# Сафронов, Александр Федотович
Александр Федотович Сафронов (23 декабря 1940, Якутск — 10 мая 2017, Новосибирский Академгородок) — советский и российский геолог нефти и газа, доктор геолого-минералогических наук, профессор, член-корреспондент РАН (2006).

## Биография
Родился 23 декабря 1940 года в городе Якутск, в семье историка Федота Григорьевича Сафронова (заслуженный деятель науки РСФСР и Якутской АССР, доктор исторических наук).
Начал учиться в Куйбышевском индустриальном институте. В 1965 году закончил Якутский государственный университет по специальности «геология и разведка месторождений полезных».
В 1966—1993 годах работал в Институте геологии СО АН СССР (ныне Институт геологии алмаза и благородных металлов СО РАН), на должностях от младшего научного сотрудника до заместителя директора по науке. 1993—1996 гг. — вице-президент НКК «Саханефтегаз».
В 1970 году защитил кандидатскую диссертацию в Новосибирском государственном университете на тему «Геология и перспективы нефтегазоносности северной части Предверхоянского прогиба».
Защитил докторскую диссертацию в МГУ по теме «История нефтегазообразования и нефтегазонакопления в краевых системах севера Тихоокеанского пояса».
Занимался теорией происхождения нефти и газа, геологией нефтегазононости Сибирской платформы, литологией пород-коллекторов, проблемами разработки месторождений нефти и газа в зоне влияния криолитозоны.
Профессор Северо-Восточного Федерального университета по кафедре геофизических методов поисков и разведки месторождений полезных ископаемых
В 1993—1996 годах — вице-президент НКК «Саханефтегаз». Принимал участие в обосновании прокладки трасс магистральных нефте- и газопроводов по территориям Восточной Сибири и Якутии.
Директор Института проблем нефти и газа СО РАН.
В 2005—2016 годах — директор Института нефтегазовой геологии и геофизики имени А. А. Трофимука Сибирского отделения Российской академии наук (ИПНГ СО РАН), Новосибирск.
Исполнял обязанности председателя Президиума Якутского научного центра СО РАН.
Член-корреспондент РАН c 25 мая 2006 года, по Отделению наук о Земле РАН (Сибирское отделение РАН).
Скончался 10 мая 2017 года в Новосибирском академгородке, был похоронен в Новосибирске.

## Награды и премии
- 2007 — Орден Дружбы.
- 2010 — Заслуженный деятель науки Республики Саха (Якутия).

## Членство в организациях и редколлегиях
- Литологический межведомственный комитет РАН
- Вице-президент международной общественной организации по газопроводам Северо-Востока Азии (NAGPF).
- Редколлегия журналов «Геология и геофизика» и «Наука и образование».